# Turning Point 2011
Turning Point 2011 è stata l'ottava edizione del pay-per-view prodotto dalla Total Nonstop Action Wrestling (TNA). L'evento ha avuto luogo il 13 novembre 2011 presso l'Impact Zone di Orlando in Florida.

## Risultati
| #                                                         | Match | Stipulazioni                                                  | Durata |
| --------------------------------------------------------- | --- | ------------------------------------------------------------- | ------ |
| 1                                                         | Robbie E (con Robbie T) ha sconfitto Eric Young (c)                                                                           | Single match per il titolo TNA Television Championship        | 07:50  |
| 2                                                         | Mexican America (Hernandez, Anarquia e Sarita) (c) (con Rosita) hanno sconfitto Ink Inc. (Jesse Neal, Shannon Moore e Toxxin) | Tag team match per il titolo TNA World Tag Team Championship  | 08:28  |
| 3                                                         | Austin Aries (c) ha sconfitto Kid Kash e Jesse Sorensen                                                                       | Triple threat match per il titolo TNA X Division Championship | 12:54  |
| 4                                                         | Rob Van Dam ha sconfitto Christopher Daniels                                                                                  | No Disqualification match                                     | 11:17  |
| 5                                                         | Matt Morgan vs. Crimson termina in una doppia squalifica                                                                      | Single match                                                  | 12:06  |
| 6                                                         | Mr. Anderson e Abyss hanno sconfitto Immortal (Bully Ray e Scott Steiner                                                      | Tag team match                                                | 11:47  |
| 7                                                         | Gail Kim (con Madison Rayne e Karen Jarrett) ha sconfitto Velvet Sky (c)                                                      | Single match per il titolo TNA Women's Knockout Championship  | 05:52  |
| 8                                                         | Jeff Hardy ha sconfitto Jeff Jarrett (con Karen Jarrett)                                                                      | Single match                                                  | 00:07  |
| 9                                                         | Jeff Hardy ha sconfitto Jeff Jarrett (con Karen Jarrett)                                                                      | Single match                                                  | 05:44  |
| 10                                                        | Jeff Hardy ha sconfitto Jeff Jarrett (con Karen Jarrett)                                                                      | Single match                                                  | 00:09  |
| 11                                                        | Bobby Roode (c) ha sconfitto AJ Styles                                                                                        | Single match per il titolo TNA World Heavyweight Championship | 19:33  |
| (c) - campione in carica al momento dell'inizio del match | |                                                               |        |